# Лептонний заряд
Лептонний заряд, іноді лептонне число — адитивне квантове число, властиве лептонам, відповідає закону збереження лептонного заряду, позначається латинською літерою {\displaystyle L}. Лептонний заряд рівний 1 для частинок та -1 для античастинок, таким чином повний лептонний заряд системи визначається як
{\displaystyle L=n_{\ell }-n_{\overline {\ell }}}
де
{\displaystyle n_{\ell }} — кількість лептонів і
{\displaystyle n_{\overline {\ell }}} — кількість антилептонів.
У припущенні відсутності маси у нейтрино, Стандартна модель включає три види лептонних зарядів, що відповідають трьом поколінням елементарних частинок: електронний Le, мюонний Lμ і таонний Lτ. Перший відповідає електронам та електронним нейтрино, другий — мюонам та мюонним нейтрино, третій — тау-лептонам і відповідним тау-нейтрино.

## Закони збереження
Існують два формулювання закону збереження лептонного заряду: збереження загального лептонного числа і збереження кожного з трьох видів лептонних чисел. Найбільш жорсткі обмеження на збереження загального числа отримані в експериментах з пошуку безнейтринного подвійного бета-розпаду атомних ядер, яких поки що не спостерігався на рівні чутливості до періоду напіврозпаду {\displaystyle 10^{25}-10^{26}} років. Ще одним шляхом пошуку незбереження загального лептонного числа є пошуки осциляцій нейтрино-антинейтрино.
Відповідні лептонні заряди кожного покоління лептонів зберігалися б незалежно при перетворенні елементарних частинок, якби маса нейтрино дорівнювала нулю. Наявність нейтринних осциляцій свідчить про те, що маси як мінімум двох із трьох відомих нейтрино відмінні від нуля. Це означає, що три типи лептонних зарядів можуть не зберігатися незалежно, і розпади виду {\displaystyle \mu \to \gamma e} є дозволеними, хоч і пригніченими. Тим не менш, подібні радіаційні розпади мюону та тау-лептону в легші лептони досі на були спостережувані експериментально.